# Parque nacional Alberto de Agostini
El Parque Nacional Alberto de Agostini está ubicado en el extremo sur de la XII Región de Magallanes y de la Antártica Chilena, y está conformado por todas las islas que se encuentran al sur del estrecho de Magallanes y al poniente de la isla Navarino, además de una porción de la Tierra del Fuego, (la parte que se encuentra al sur del seno Almirantazgo), incluyendo la Cordillera Darwin. Sus más de 14.600 km² de superficie atraviesan las provincias de Magallanes, de Tierra del Fuego y de Antártica Chilena. Es el tercer parque nacional más grande de Chile
El nombre del parque honra al misionero y explorador italiano Alberto María de Agostini. Varios glaciares costeros y fiordos forman parte de este parque.

## Flora
El parque cuenta con una tupida vegetación, que dispersa por los faldeos cordilleranos contrasta con el blanco de los hielos de los glaciares. Está formada, principalmente, por coigües, canelos, lengas y algunas especies comestibles, como la frutilla magallánica. Además, como es común en los sectores australes, en los suelos se encuentran musgos, líquenes y hongos.
En las planicies son las turberas las encargadas de dar vida a las tierras.

## Fauna
La avifauna marina es la principal forma de vida animal en el parque. Los albatros, cormoranes y petreles pueden verse volando entremezclados, hacia el lado de la costa. En las áreas más boscosas, los canquenes, y el martín pescador son los más fáciles de divisar. De vez en cuando, al mirar el cielo se puede avistar un cóndor.
Entre los mamíferos es común ver en las zonas de las playas a los elefantes marinos, en cambio hacia los bosques, son las nutrias y los coipos los que marcan presencia.
Además, este bello paisaje sale en el anverso del nuevo billete de $10 000 de la nueva familia de billetes de Chile.

## Atractivos
- Cordillera de Darwin: columna vertebral del parque, con 35 km de longitud
- Monte Darwin: altura máxima del parque, con 2.488 m s. n. m.
- Monte Sarmiento: 2404 m s. n. m., La belleza de esta montaña es destacada por Julio Verne en "Veinte mil leguas de viaje submarino". El 7 de marzo de 1956 Carlo Mauri y Clemente Maffei, lograron su cumpre por primera vez.
- Pico Francés: lugar donde se desprenden dos glaciares
- Glaciar Roncali e Italia: glaciares que se desprenden del Pico Francés
- Glaciar Pía: ventisquero clavado en la cordillera de Darwin
- Glaciar Garibaldi
- Glaciar Günter Plushow
- Glaciar Águila
- Glaciar Brookes
- Glaciar Marinelli: es el más extenso y cuenta con imponentes paredones de hielo

## Vías de acceso
- Marítima: el acceso se encuentra a 80 millas náuticas al sudeste de Punta Arenas. La navegación entre Punta Arenas y Puerto Williams pasa por el Canal Beagle, que es parte del parque.